# 福島城 (信濃国)
福島城（ふくしまじょう）は、信濃国筑摩郡（のち木曽郡）福島（現・長野県木曽郡木曽町）にあった日本の城（山城）。他の地域の同名の城との混同を避けるため、「木曾福島城」とも呼ばれる。

## 概要
戦国時代、木曾義康により築かれた。平時は、上の段城を館とし、山城を詰の城とした。木曾義昌も居城とした。
本能寺の変が勃発すると、信濃国内も新たな支配権を巡って混乱し（天正壬午の乱）、義昌は北信濃の所領を放棄して美濃へと逃げる森長可の命を狙ったが、企みに気付いた長可に木曾福島城に押し入られ、逆に子の岩松丸（後の木曾義利）の身柄を拘束された。岩松丸を人質に取られたことで義昌はやむなく遠山友忠など長可をよく思っていなかった将達に森軍に手出しをしないように依頼して回り、むしろ長可の撤退を助ける役目を負わされた。
乱に際して義昌は徳川家康に通じて盟約を結び、安曇・筑摩・木曾の安堵を得たが、家康と豊臣秀吉が対立すると盟約を反故にし秀吉に恭順した。このため家康は天正12年（1584年）9月、菅沼定利、保科正直、諏訪頼忠らを差し向けて妻籠城の義昌を攻めたが、撃退されている。これに先立つ同年8月、小笠原貞慶が贄川又兵衛を調略して木曾福島へ侵入し、義昌は興禅寺に逃れた。
その後、義昌は秀吉の麾下となった家康とともに関東に移封され、城は廃城となった。

## 遺構
- 土塁、堀、石垣

## 交通
- JR中央本線・木曽福島駅から40分